# الكويت في الألعاب الأولمبية الصيفية 1968
شاركت الكويت في الألعاب الأولمبية الصيفية عام 1968 في الفترة من 12 أكتوبر إلى 27 أكتوبر في مكسيكو سيتي.
تعد هذه المشاركة الثانية للكويت، والأولى بعد تأسيس اللجنة الأولمبية الكويتية. شاركت الكويت في هذه الدورة بلاعبين اثنين في سباق المارثون وهما عايد منصور وسعود ضيف الله.